# Фуртуна (фильм, 1959)
«Фуртуна» (алб. Furtuna) (другое название — «Буря») — художественный фильм, совместного советско-албанского производства, снятый в 1959 году режиссёрами Юрием Озеровым и Кристачем Дамо.
Снят по мотивам одноимённого произведения Фатмира Гьята.
Один из первых художественных полнометражных фильмов, совместного производства СССР и Народной Социалистической Республики Албания и четвёртый фильм, снятый в Албании в послевоенный период. Также — последний, снятый в сотрудничестве с кинематографистами СССР.
Премьера фильма состоялась в Москве — 26 ноября 1959, в Тиране — 28 ноября 1959 года.

## Сюжет
Фильм рассказывает о борьбе албанского народа против фашистских оккупантов в годы Второй мировой войны.
Действие происходит во время Второй мировой войны: раненые партизаны Зана (Ариадна Шенгелая) и Арбен (Марио Асику) попадают в руки полиции. В этих сложных условиях между молодыми людьми возникают чувства. Помощь раненым оказывают молодые партизаны. Противостоит им адвокат Эшеф, работающий в тесном сотрудничестве с оккупантами. Арбену удаётся сбежать. Он становится организатором крестьянского выступления, и совместно с ними партизаны одерживают победу. Но на смену итальянским фашистам приходят немецкие. Начинаются массовые аресты. Партизанский отряд вынужден уйти в горы. Погибают друзья Арбена. Но растёт народная армия, поднимается над Албанией буря народного гнева.

## Съёмки
Фильм снимался в окрестностях порта Дурреса и в Румынии. В роли статистов выступили воины Албанской народной армии и моряки Черноморского флота СССР.

## В ролях
- Наим Фрашери — Кемаль
- Марио Асику (Арбен Ашику) — Арбен
- Ариадна Шенгелая — Зана
- Петар Гьока — майор Андреев
- Лазар Филипи — Рапо
- Вангель Хеба — Демир
- Филика Димо — Шпреса
- Николай Гриценко — полковник Перкинс
- Анатолий Кузнецов — майор Андреев
- Илиа Шюти — Абаз
- Лоро Ковачи
- Сулейман Питарка
- Михаль Попи
- Сеид Бошняку
- Димитр Пецини
- Кадри Роши